# Gobiceratops
Gobiceratops – rodzaj ceratopsa z rodziny Bagaceratopidae. Żył w późnej kredzie na terenie dzisiejszej Azji. Jedyny gatunek włączany do tego rodzaju, Gobiceratops minutus, został opisany w oparciu o długą na 3,5 cm czaszkę młodocianego osobnika, odnalezioną w Khermin Tsav w formacji Barun Goyot w południowej Mongolii. Przypuszcza się, że Gobiceratops był blisko spokrewniony z bagaceratopsem i tak jak on należał do rodziny Bagaceratopidae. Czepiński (w druku) uznał gatunek Gobiceratops minutus za młodszy synonim Bagaceratops rozhdestvenskyi.